# Río Grajaú
El Río Grajaú es un curso de agua natural que cruza el estado de Maranhão, en el nordeste de Brasil. Se une como afluente al río Mearim, que en último término desemboca en la bahía de São Marcos.

## Toponimia
Su nombre deriva del idioma tupí, de karaîá («karajá») e y («río»); karaîá'y («río de los karajá»).